# Wolfgang Güttler
Wolfgang Güttler (n. 1945, Brașov, România – d. 18 septembrie 2022) a fost un contrabasist german originar din România.

## Studii
A urmat clasa contrabas a profesorului Joseph Prunner la Conservatorul „Ciprian Porumbescu” din București.

## Activitate artistică

### Membru în orchestră
În perioada 1967-1969 a fost membru al Orchestrei filarmonice din Cluj, apoi, între 1967-1969, membru al Orchestrei radiodifuziunii din București.
După plecarea din România a fost membru al Orchestrei NDR din Hamburg în 1975, iar apoi al Filarmonicii din Berlin (1975-1985) condusă de Herbert von Karajan.

### Activitate solistică
Din 1989 a fost contrabasist solist al Orchestrei simfonice SWR din Freiburg/Baden-Baden.
A participar ca invitat solist la seria de concerte „Stakkato”- muzică improvizată la Berlin-Kreuzberg.
A participat la a VIII-a ediție e Festivalului de jazz Richard Oschanitzky, 2004, 2008.

### Colaborări
- cu Consortium classicum
- cu Ensembles Villa Musica
- cu orchestra Festivalului Pablo Casals din Prades, Franța (din 1992)[6]
- cu Faure Quartet[7]

### Formații muzicale înființate
Membru fondator al trioului Ensembles Trio Basso cu Hans Brünig, violă și Othello Liesemann, violoncel.
Membru fondator, în 1991, al Ensemble Geatles pentru 16 contrabasuri.

## Activitate didactică
Între 1985-1991 a fost profesor de contrabas la Conservatorul din Köln.
Din 1991 este profesor la Conservatorul din Karlsruhe.
A predat la Juillard School of Music și Manhattan School din New York.
Printre elevii săi se numără, printre alții, Martin Wind.

## Premii
- Concours de Genève (1973)

## Discografie selectivă
- Bottessini: 3 Duets for Double Bass cu (Ovidiu Bădilă)
- G. Stabler: Seven Three / Hart auf Hart (2 versions) / Vom Grund bis zum Scheitel / Radierung / estratto
- Wolfgang Güttler- Hart und ungerecht (cu Mike Dietz și Henrik Walsdorff)
- Memorial Richard Oschanitzky vol. I (1966-1971)
- Vom Grund bis zum Scheitel/Dal fondo alla cima (1992)
- George Onslow: Nonet, Op. 77
- Hindemith: Complete Sonatas, Vol. 7 (1997)
- Orchestra Richard Oschanitzky: Jazz Restitutio 2 - Richard Oschanitzky (Electrecord, 1992)